# Roncus transsilvanicus
Roncus transsilvanicus är en spindeldjursart som beskrevs av Beier 1928. Roncus transsilvanicus ingår i släktet Roncus och familjen helplåtklokrypare. Inga underarter finns listade i Catalogue of Life.